# Cornel Itu
Cornel Itu (n. 17 octombrie 1955, Recea-Cristur, România) este un politician român, membru al Parlamentului României. A fost ales deputat la alegerile legislative din 2008 din partea Partidului Social Democrat.

## Biografie
Cornel Itu a fost elev la Școala Generală Avram Iancu și la Colegiul Național Andrei Mureșanu din municipiul Dej; devine apoi absolvent al Universității Tehnice din Cluj-Napoca, cu diplomă de inginer. Reîntors în orașul natal, devine angajat la Someș S.A. unde parcurge toate etapele, de la stagiar la șef secție, coordonator la Uzina Mecanică, iar în 2002 ajunge director general al societății.
Pe data de 01.02.1996 se înscrie în Partidul Social Democrat, unde ocupă funcțiile de președinte al Organizației Municipale PSD Dej, Prim-vicepreședinte al Organizației Județene PSD Cluj, fiind și membru în Consiliul Național al partidului.
A ocupat mai multe funcții publice: Consilier Local la Dej între 2000-2004; Consilier Județean la Cluj între 2004-2008; din 2008 este membru al Camerei Deputaților. Este membru al Comisiei Economice de Reforma și Privatizare din Camera Deputaților si al Delegației Parlamentului României la Inițiativa Central-Europeană - Dimensiunea Parlamentară. Face parte, de asemenea, din Grupurile Parlamentare de Prietenie cu Serbia, Islanda și Polonia.	